# Königliche Pulverfabrik

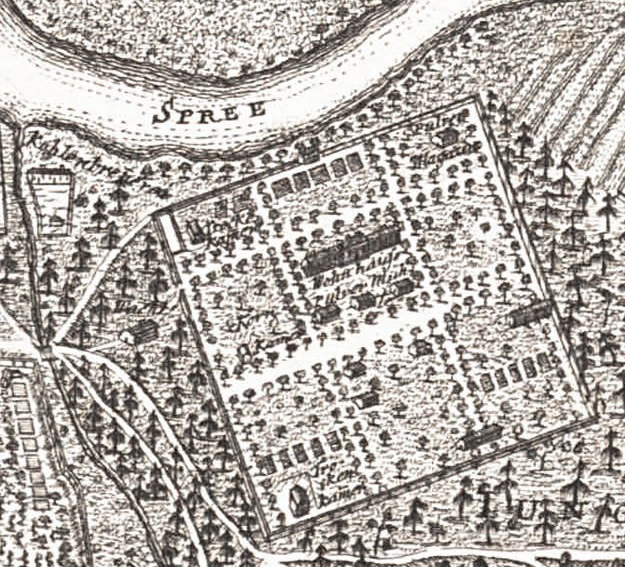
Die Königlich-Preußische Pulverfabrik,
Ausschnitt aus dem Berlin-Stadtplan von Johann David Schleuen von 1757
(Norden am unteren Kartenrand)

Die Königliche Pulverfabrik in der damaligen Jungfernheide zu Berlin war eine Pulvermühle, die zur Herstellung von Schießpulver für die Preußische Armee diente. Sie wurde 1717 auf Befehl des preußischen Königs Friedrich Wilhelm I. von den Holländern Brauer und Van Zee angelegt. Diese übernahmen nach dem Aufbau der Pulvermühle die Leitung des Unternehmens. Die Königliche Pulverfabrik lag anfangs auf der nördlichen Spreeseite. In den 1830er Jahren wurde sie nach Spandau verlegt und 1919 geschlossen.

## Geschichte
Der für die Produktion notwendige Salpeter wurde aus Holland importiert, beziehungsweise von Sammelstellen der Städte Magdeburg, Halle und Halberstadt zu festen Preisen beschafft. Der Schwefel kam aus Goslar, Holland und Nassau. Die Holzkohle wurde aus Spandau und Hennigsdorf bei Berlin bezogen. Die Pulverfabrik war eine Maßnahme beim Aufbau der Rüstungsindustrie Preußens.
Während der Schlesischen Kriege ließ König Friedrich II. die Produktionskapazität auf 1500 Zentner Pulver jährlich, 1761 auf 3000 Zentner und zum Schluss 1763 auf 6000 Zentner jährlich anheben. Für diese Ausweitung der Produktion unter der Leitung von Christian Nicolaus von Linger wurde die Fabrik erheblich erweitert. Um bei einem eventuellen Brand eine Katastrophe zu verhindern, lagen die Gebäude weit auseinander. Die Einlagerung des fertigen Pulvers erfolgte in Pulvertürmen, die in Berlin und über das ganze Land verteilt wurden. Niemand wusste so recht, ob die vorgesehenen Sicherheitsbestimmungen ausreichten, dennoch mussten die Bürger mit diesen gefährlichen Einrichtungen in ihrer direkten Nachbarschaft leben. Am 12. August 1720 kam es in Berlin zur Katastrophe, als das Spandauer Tor mit dem Pulverturm in der Straße Am Wall abgerissen werden sollte. Während des Ausräumens explodierte der Turm. Dieses Unglück forderte 72 Todesopfer.
Das kurfürstlich-königliche Jagdrevier „Der hintre Thiergarten“ wurde in den 1710er Jahren geteilt: Im Westen der heutigen Perleberger Straße für zivile Nutzung, etwa die Ansiedlung der Hugenotten; östlich davon wurde reserviert für militärische und staatliche Nutzungen (siehe Pulvermühlenterrain). Friedrich Wilhelm I. hatte kein Interesse an der Jagd in umzäunten Gehegen.
Die Pulverfabrik wurde 1832–1837 von Moabit nach Haselhorst in die Nähe der Zitadelle Spandau verlegt. Hier gab es bereits eine Gewehrmanufaktur sowie weitere Rüstungsbetriebe. Diese erste Spandauer Pulverfabrik wurde später als die „Alte Pulverfabrik“ bezeichnet. Dieser Name entstand, als 1890 eine zweite, die „Neue Pulverfabrik Spandau“ in Produktion ging. In der Neuen Pulverfabrik, die direkt nördlich der Alten lag, wurde ein modernes rauchloses Pulver produziert. Dieses begann in dieser Zeit das traditionelle Schießpulver zu ersetzen. Das neu entwickelte Pulver bestand aus Cellulosenitrat und wurde „Schießbaumwolle“ genannt. Es wurde durch Nitrierung von Cellulose hergestellt. Die dazu notwendige Nitriersäure, eine Mischung aus konzentrierter Salpetersäure und konzentrierter Schwefelsäure, wurde in einer Fabrik am benachbarten Salzhof hergestellt. Nach dem verlorenen Ersten Weltkrieg musste Deutschland abrüsten. Auf Grund eines Kabinettsbeschlusses wurden in diesem Zusammenhang am 17. April 1919 alle Rüstungsbetriebe in Haselhorst geschlossen.
Die Bezeichnung eines Wohnviertels in Haselhorst (Quartier Pulvermühle) und der Pulvermühlenweg in diesem Ortsteil erinnern an den damaligen preußischen Rüstungsbetrieb. Einige Gebäude der ehemaligen Pulverfabriken in Haselhorst blieben erhalten.  Das Verkohlungsgebäude der Alten Pulverfabrik steht am Telegrafenweg 21. Der Wasserturm der Neuen Pulverfabrik steht noch in der Kleinen Eiswerderstraße 14 und gehörte zum Studiogelände der CCC-Film von Artur Brauner.